# 權力平衡

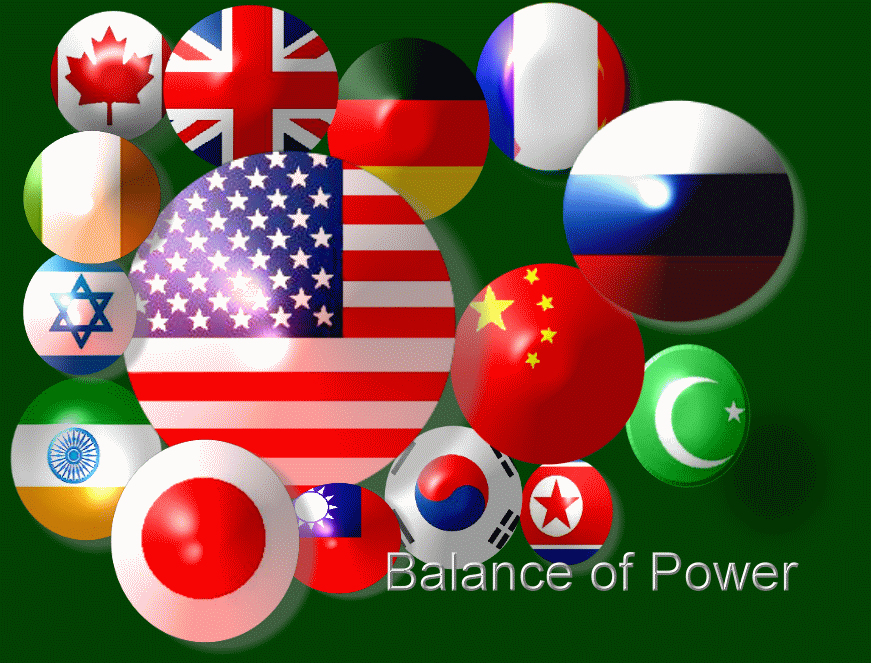
權力平衡是國際政治的重點

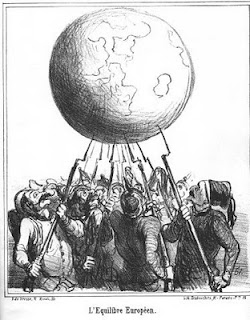
1866年，杜米埃的卡通作品《歐洲均勢》（法語：L'Equilibre Européen）將歐洲之均勢描繪為各國士兵以刺刀搖晃地平衡著地球。

國際關係學中的均勢理論（英語：Balance of power）表明，一個國家可藉阻止任何其他國家獲足夠軍事力量來支配所有其他國家以確保其生存。若一國家變得更加強大，該理論預測它將利用其較弱的鄰國，從而促使它們聯合起來組成一個防禦聯盟。 一些現實主義者認為，均勢體系比單一主導國家之體系更穩定，因為當敵對聯盟之間存在均勢時，侵略是無利可圖的。
當受到威脅時，國家可以通過平衡、與其他國家結盟來對抗普遍存在的威脅來尋求安全；或扈從，與威脅力量結盟。其他聯盟策略包括推卸責任（英語：Buck passing）和Chain ganging（特徵通常包括共同防禦條款，要求在一成員國受外來軍事攻擊情況時，所有成員國必須宣布對侵略國之敵對行動）。 現實主義者長期以來一直在爭論系統中的權力分佈（如單極或多極體系）如何影響戰術的選擇；然而，人們普遍認為，在雙極系統（指系統分別由兩個強權領導之陣營組成）中，兩個強權必然互相對抗。除了現實主義主張者之間關於聯盟模式中普遍存在平衡的爭論之外，建構主義主張者等其他國際關係學派也批評均勢理論，爭論有關國際體系和國家行為的現實主義核心假設。

## 歷史
如蘇格蘭哲學家大衛·休姆在《權力平衡論》（英語：Essay on the Balance of Power）所言，維護權力平衡是外交政策的有意識目標，這一原則具有悠久的歷史，能追溯至修昔底德等人的政治理論。
它在15世紀的意大利文藝復興時期的城邦中重新浮出水面。
國際主義是1648年的威斯特伐利亚和约之前歐洲國際關係的主流，它讓位於均勢主義。該術語在1713年的《烏得勒支條約》之後得到了特別的提及。
直到17世紀初，格羅蒂烏斯及其繼任者建立了國際法學之後，才將勢力平衡制定為外交的基本原則。歐洲各國的基本條件是維護均勢。
這種均勢原則一旦制定，就成為政治學的公理。
在19世紀的大部分時間裡，一系列重塑歐洲地圖的國家動盪掩蓋了權力平衡。然而，它奠定了為遏制拿破崙戰爭釋放的民族主義力量所做的外交努力。隨著戰爭後相對寧靜的恢復，這一原則再次成為各種政治聯盟的行動動機，其表面目的是維護和平。
歐洲對和平與對戰爭的了解差不多。它把和平時期歸功於權力平衡。沒有一個國家有足夠的實力吃光其餘的所有國家，大國的鬥爭甚至保留了那些本來無法保留自己的小國。

### 英國

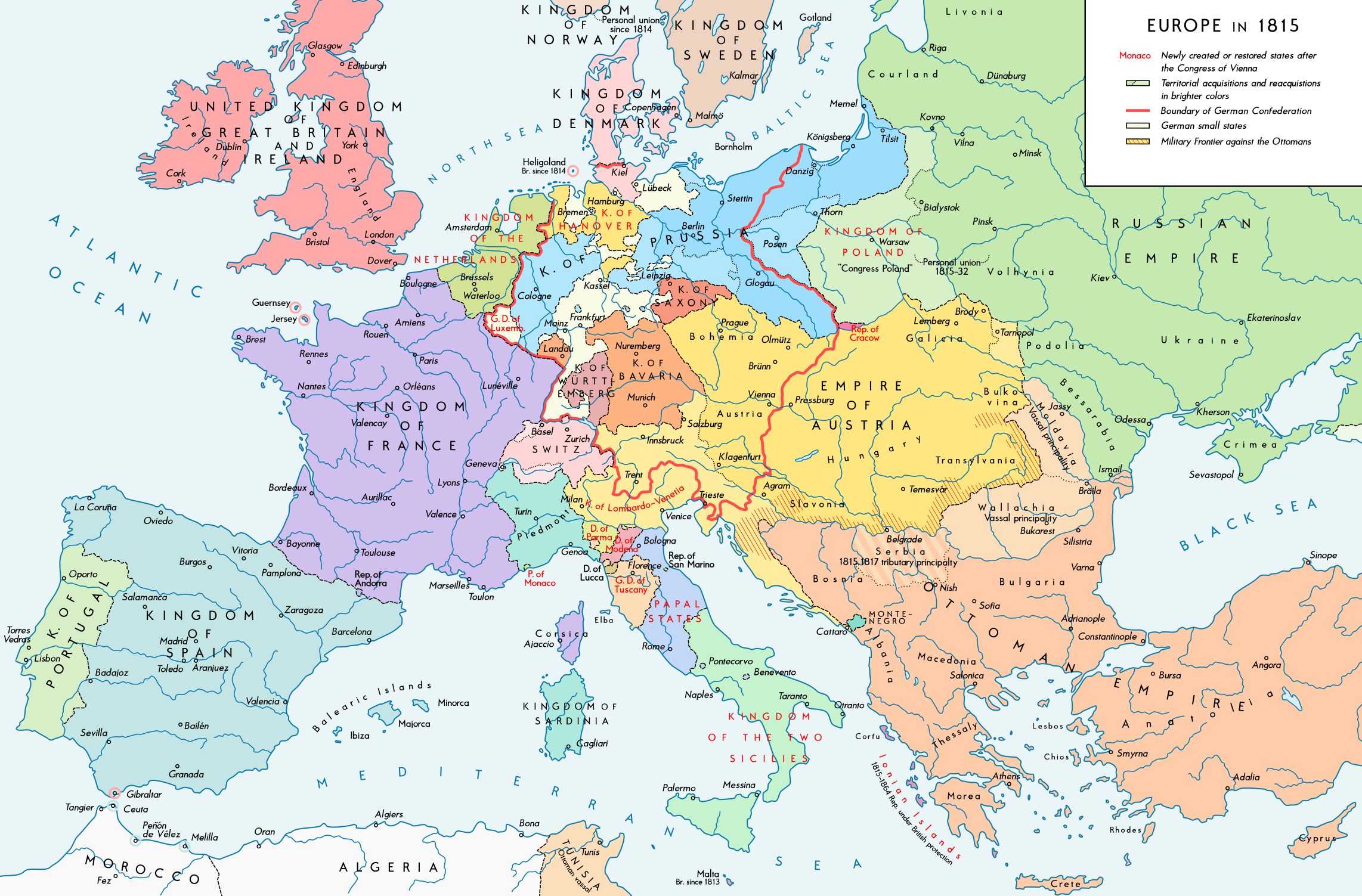
維也納會議重繪歐洲版圖（1815）。

英國在全球殖民統治期間，一方面在殖民地培養精英進行統治，另一方面殖民地內各方勢力的權力平衡，但各方勢力不同的權力和衡突，造成在英國殖民統治結束後，原殖民地的內部嚴重衡突，甚至引發戰爭，如印巴分治後，印度和巴基斯坦爆發三次戰爭，分治亦造成宗教和種族之間嚴重的仇恨，至今仍未消除。

## 現實主義與均勢
均勢是現實主義與新現實主義的核心概念。兩者認為，由於國際現實處於缺少利維坦的無政府狀態，國家必須通過在自助世界中維持或增強其權力來保持其生存。肯尼思·沃爾茲認為均勢政治需要兩個條件，一是國際秩序是無政府狀態的，另一是國際秩序由希望生存的國家組成。希望生存的國家可以通過內部平衡來做到這一點，國家採取內部努力，例如採取行動以提高經濟能力，制定明智的戰略並增強軍事實力；或通過“外部平衡”，如尋求同盟，來實現。
對自己在系統中的位置感到滿意的國家稱為「現狀國家」（status quo state），渴望改變權力平衡的國家被稱爲「修正國家」（revisionist state）。

## 平衡與扈從
各國選擇平衡基於兩個原因，一是若不能遏制潛在霸權稱霸，將會把國家置入危險中，而與霸權的結盟，將使國家的生存賴於霸權持續的善意；二是，加入弱小方的聯盟，能夠增加自身在聯盟中的影響力。
現實主義者聲稱，平衡是國家對抗普遍威脅並導致了更安全的世界的平衡。
一些現實主義者認為，平衡性比扈從更可取。國家在和平時期更可能取得平衡，但如果他們處於戰爭的失敗一方，則他們可能會叛逃並扈從，以期希望他們“分享勝利果實”。

## 作為制衡政策的權力平衡
權力平衡作為外交政策主軸，此一政策可稱為「均勢原則」（A doctrine of equilibrium）。其目標是，使相互競爭的各方勢力處於一個相對穩定、彼此牽制的狀態，不使任何一方過於強大而打破均勢，破壞穩定，成為霸權（hegemony），主宰國際體系。這一原則也可以用在市場策略、政黨鬥爭、人際關係等等競爭環境中。
現代現實主義理論家，包括古典派與結構派，認為國家傾向制衡任何過於強大的同儕。由於國際體處於無政府狀態，制衡是唯一防止國際社會淪於帝國霸權專斷主宰的理性出路。這一原則對於大國（列強）而言尤其真確。因為小國對國際政治影響較少。

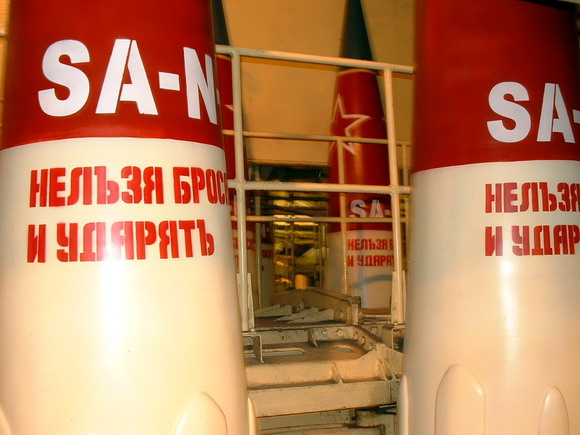
武庫研發、建軍備戰是「內部制衡」的主要手段。圖為蘇聯S-A-N3導彈模型

### 制衡種類
制衡政策大別為兩類：
- 內部制衡。即對內加強自己的軍經實力，可稱為「自強」。
- 外部制衡。即對外結交盟友，抵制威脅的來源，並挑撥其他國家間的利害衝突，不使結盟對抗我國。統一戰線可說是「外部制衡」的一種應用。

### 其他選項
國家（或者其他權力單位）還可能採取以下策略，但現實主義者認為，「大國」仍以制衡為主軸。下列策略只是暫時、偶發的權宜措施而已。
- 「扈從」（Bandwagoning）：在本國利益也多少能獲得滿足的條件下，即附和他國的要求、順應他國的利益。
- 「虛應故事」（Balking）：為更多地確保本國利益，對與本國利害衝突的他國壓力採取最小程度配合的策略，敷衍了事。
- 「卸責」（buck-passing）：面對外部挑戰，不親自出頭對抗，而讓其他國家先去面對威脅的來源，本國則冷靜觀察事態發展，在適當時機再介入漁利。此一策略也稱為「迴避」（hedging）。
- 「滲透」（penetrating）：為維護本國利益，主動發掘對手國內部的政治矛盾，動員其內部有利於本國的力量，使不利我國的政策不致發生，或使其決策有利於我。

但是現實主義者們認為，逃避卸責、滲透扈從，都不是長久之計。因為對手也有理性計算的能力，可以識破此等策略而反制。國家利益之保障最終仍要依賴「制衡」。

## 作為客觀態勢的權力平衡
國際關係學者有時也把權力平衡理解為一種客觀態勢，即一種各國權力關係的較為穩定、持久的狀態。此一定義有時也稱做「現狀」（status quo）。權力平衡狀態可能包括「一超多強」、「兩極」、「多極」等情形。也可能指一個區域內的權力關係現狀，如「台海權力平衡」、「東歐權力平衡」等等。
結構現實主義創始人華爾志指出，國際體系有一種自動回復權力平衡的規律。從羅馬帝國瓦解迄今，任何企圖破壞總體平衡的個別國家的企圖，如拿破崙、希特勒、大日本帝國等，無一例外地引起其他國家群起制衡，使體系最終回歸平衡狀態。

### 地緣政治與權力平衡
美國結構現實主義者約翰·米爾斯海默指出，地理位置也會對一國採取的制衡政策產生影響。例如他認為由於兩大洋的存在，亞歐、美洲兩地的大國彼此都無法征服對方，所以不可能出現世界帝國，最多是出現一些「區域霸主」。而這些霸主則會採取「離岸平衡」政策，制衡他處崛起的霸主。他認為這已經是一種規律。

### 核武器與權力平衡
核子武器的出現對大國間的權力平衡維持頗有幫助。這是因為各強權都沒有核子「第一擊」必勝的把握。此一機制也稱為相互保證毀滅或「恐怖平衡」。
但研究指出，核武恐怖平衡只適用於核子大國。對於不惜被毀滅的單位，如恐怖組織與意識型態狂熱國家，核子嚇阻並不能保證維持權力平衡，也不能保證不發生常規戰爭。

## 法律與權力平衡
羅馬共和時期的政治理論家波利比奧斯指出，「事涉每個人的權利，絕不應該讓任何權力大到壓過其他力量，使他人無法立足於平等條件與之抗辯的地步。」在國際法上，國家間的權力平衡是國際法能施行的保障。任何個別國家過於強大，必破壞國際法而獨斷專行。在國內，任何政府機構如行政權或立法權過於強大，也必摧毀法治，此即權力分立制衡（check and balance）之原則。

## 歷史中的權力平衡

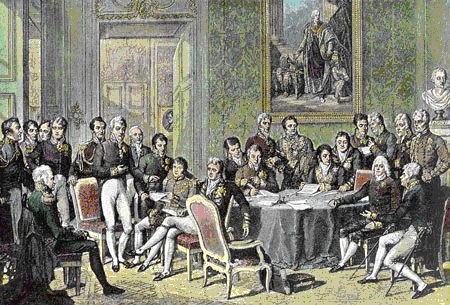
維也納和會：大國間深刻的懷疑與計算是權力平衡的支柱

在西方國際關係史中，馬基維利是近代首先推崇權力平衡政策的政治家。而西方在結束中古時代普世主義（指普世教會與普世帝國的統治）之後，至遲到烏得勒支和約簽署時（1713年），權力平衡已经是歐洲各國至少言詞上一致尊重的政策。「權力平衡」一詞首次出現在外交文書，即在該合約中。
此後，「權力平衡」變成同時是一種傳統、信念與政策，即歐洲列強有權利，也有義務去阻止任何個別國家獨霸歐洲的企圖。
但權力平衡也可能是維護保守傾向的現狀的藉口。如歐洲王室反對拿破崙戰爭中傳布的自由思想，即拿「權力平衡」抵制法國大革命。維也納會議（1815年）即高舉權力平衡原則恢復各國王室專政。

### 英國
英國被認為是較早發揚文藝復興時期義大利城市國家權力平衡藝術的主要大國。英國的經驗來自制衡海上對手西班牙與陸權大國法國，不使其中一國更為強大，而支配大西洋或歐陸。但英國自知國力有限，也不追求無限擴張，對歐陸事務保持明智的距離。到了19世紀，英國仍奉行制衡歐陸最強國的政策，講求「沒有永遠的朋友，也沒有永遠的敵人」。在拿破崙戰爭後，英國要求只讓法國恢復大革命之前的狀態，便是希望法國作為歐洲強權，聯合西班牙以制衡新倔起的普魯士和俄羅斯帝國。

### 古代中國
蘇秦提出的合縱政策可視為是一種權力平衡政策，即推行較弱的主要大國結盟，以制止戰國時代國際體系中任何一個國家過度強大（秦國）。而張儀建議的連橫，則是一種「扈從」、「卸責」政策。
中國在秦朝就已進入帝國體系。而後帝國雖瓦解輪替，但分裂時期的政權，皆企圖最大程度兼併秦漢時期領域上存在的所有政權，以實現某種普世主義的秩序（天下一統）。